# عصابة النساء (فلم)
فيلم لبناني لصباح وإسماعيل ياسين.

## قصة الفيلم
يأتى اثنان من الصحفيين الشباب الأتراك إلى بيروت من أجل عمل تحقيق مثير يناسب قراء الجريدة التي يعملان بها، تمر الأيام بهما. دون أن يتوصلا إلى شئ مثير، ويقرران العودة إلى أنقره حاملين لواء الفشل، لكنهما قبل مغادرة بيروت، يكتشفان مقر إحدى العصابات، كل أعضائها من النساء. تعملن في تزوير الأوراق المالية، يبحث الاثنان عن زعيمة هذه العصابة، ويذهبان إلى ملهى ليلى بعد التحريات ويتعرفان على مطربة، يتعاملان معها على أنها الرأس المدبر، حيث أنها تتردد بشكل منتظم على وكر العصابة. ينجح الصحفيان من معرفة كافة أسرار العصابة ويساعدان الشرطة في الإيقاع بها، ويعودان إلى تركيا ومعهما التحقيق المثير للقراء. (السينما اللبنانية)

## تمثيل
| - صباح:سهام - كونييت آريكن: مراد - طروب: كاتي - سيد المغربي - إسماعيل ياسين:صادق بك | - مياده - مديحة كامل - ليلى كرم: قارئة الكف - برلنتى فؤاد - أماليا أبي صالح | - سميرة السمراء - هوليا دارجن: عايدة - مايلخ بونج - زين الصيدانى - شفيق حسن | - سمير فوزي - مرسيل هاشم - نجلاء الهاشم - عدنان بياري - فوزي الكيالي | - سمير الغصيني: حارس القصر المهجور - فريد شوقي: ضيف شرف - يوسف وهبي: ضيف شرف - ايهاب نافع: ضيف شرف - جوزيف نانو: ضيف شرف |

## إدارة
| - سيد المغربي: قصة وسيناريو وحوار - يوسف محمود: ماكيير - سمير فوزي: مساعد ماكيير - فؤاد البستاني: كوافير - توفيق دخول: مساعد ماكيير | - كرم إخوان: مصور فوتوغرافيا - منير بطش: مخرج - إبراهيم العريس: مخرج سكريبت - سمير الغصيني: مخرج سكريبت - صفوت غطاس: مصور | - يوسف رعد: مساعد المصور - ديب صابات: مدير الإنتاج - عدنان بياري: مساعد منتج - ميشيل تامر: مونتير - ستوديو بعلبك: مهندس الصوت والمكساج | - ستانلى خورى: مهندس الصوت - اسكندر شهوان: مهندس الصوت - ستوديو مصر: الطبع والتحميض - احمد صبري: مدير المعمل - حسن عيسى: مصحح الألوان | - أفلام : التوزيع لجميع دول العالم - برونو سالفي: مدير التصوير - إنتاج:شريف وحيد - فاروق عجرمة: مخرج - Hulki Saner: سيناريو وحوار وإنتاج |

## روابط خارجية
- مقالات تستعمل روابط فنية بلا صلة مع ويكي بيانات